# Großraum Hannover
Großraum Hannover ist neben einer geschichtlichen und umgangssprachlichen Bezeichnung für Hannover und sein Umland die Kurzbezeichnung für einen früheren Kommunalverband besonderer Art, der in der Region Hannover aufgegangen ist. Er gilt als einer der ersten erfolgreichen Versuche in Deutschland, die Stadt-Umland-Problematik zu entschärfen. In verschiedenen Organisationsformen bestand er vom 1. Januar 1963 bis zum 31. Oktober 2001. Die geografische Lage entspricht der der heutigen Region Hannover.

## Geschichte
Zur Ordnung des Großraumes Hannover beschloss der Niedersächsische Landtag am 14. Dezember 1962 das entsprechende Gesetz (GrRG), das zum 1. Januar 1963 in Kraft trat. Das Gebiet des Verbands Großraum Hannover umfasste seinerzeit noch nicht das vollständige Gebiet der heutigen Region Hannover. Die Landeshauptstadt Hannover war noch von verschiedenen Landkreisen umgeben, die viele kleine Gemeinden umfassten, von denen wiederum nicht alle Mitglied des Verbandes wurden. Die Aufgaben bestimmten sich nach § 6 GrRG im Wesentlichen als einheitliche Planung und Interessenausgleich. Dazu war ein Verbandsplan aufzustellen, der als Vorläufer der heutigen Regionalplanung in der Region Hannover angesehen werden kann.
1970 übernahm der Verband die Trägerschaft für den ÖPNV und gründete den Verkehrsverbund Großraum-Verkehr Hannover.
Im Zuge der Gebietsreform in Niedersachsen wurde nach der Diskussion verschiedener Modelle zum 1. März 1974 der Großraum Hannover neu geordnet. Die die Landeshauptstadt umgebenden Landkreise wurden mit Ein- und Ausgliederungen von Gemeinden zum neuen Landkreis Hannover zusammengefasst, der nur noch zwanzig Gemeinden umfasste. Der Verband umfasste nun die Landeshauptstadt, den Landkreis und dessen Gemeinden. Er wurde per Gesetz Träger der Regionalplanung und des Nahverkehrs. 
Weitere Aufgaben konnten ihm übertragen werden.
Mit Landesgesetz vom 24. März 1980 wurde der Verband Großraum Hannover mit Ablauf des 30. Juni 1980 aufgelöst. Zugleich wurden vom 1. Juli 1980 an die Landeshauptstadt und der Landkreis zu einem Zweckverband ausschließlich für den Nahverkehr zusammengeschlossen. Die Verbandsglieder wurden ermächtigt, ihm die Aufgaben Regionalplanung, Wirtschaftsförderung und regional bedeutsame Naherholung zu übertragen, was diese durch Satzung auch taten.
Im Jahre 1992 wurde im Zuge der Wiedererrichtung des 1980 aufgelösten Verbandes Großraum Braunschweig auch der Großraum Hannover neu geordnet, er wurde nun ab 1. Juli 1992 zum Kommunalverband Großraum Hannover. Im neuen Gesetz wurde ihm die Regionalplanung wieder als Pflichtaufgabe zugewiesen. Vom 1997 an war Siegfried Frohner (1944–2021) bis zur Auflösung des Verbandes im Jahr 2001 Verbandsdirektor.
Nachdem im Frühjahr 2000 der Kreistag des Landkreises, der Rat der Landeshauptstadt Hannover und die Verbandsversammlung des Kommunalverbandes für die Bildung der Region Hannover votiert hatten, ging der Kommunalverband Großraum Hannover durch Gesetz vom 5. Juni 2001 zum 1. November 2001 in der Region Hannover auf.